# 名古屋市立南特別支援学校

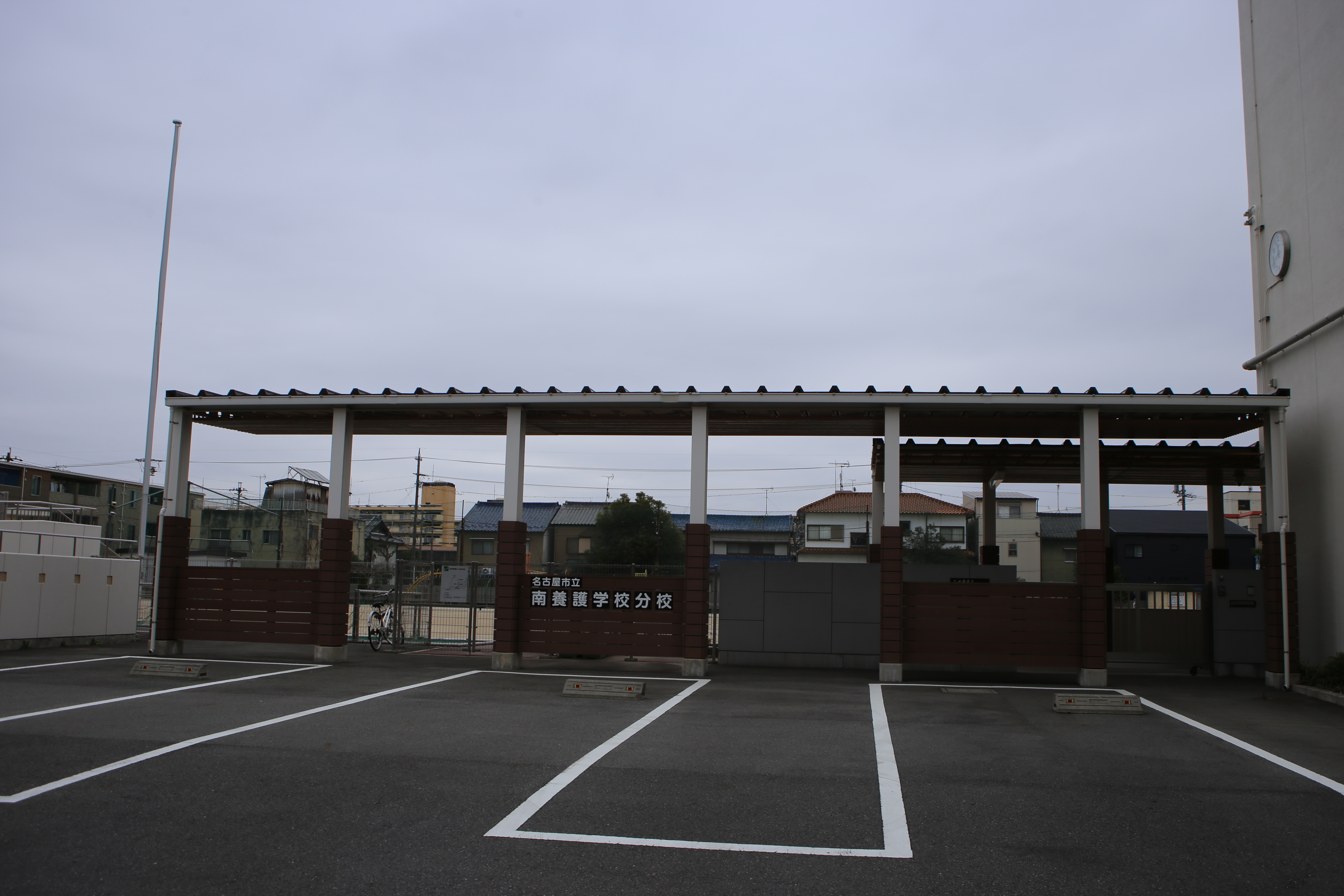
分校

名古屋市立南特別支援学校（なごやしりつ みなみとくべつしえんがっこう）は、愛知県名古屋市熱田区三本松町にある公立特別支援学校。南区中割町に分校を置く。

## アクセス
- 名鉄名古屋本線・常滑線 神宮前駅から北東へ600メートル[WEB 2]。

## 設置学部
- 小学部[WEB 3]
- 中学部[WEB 3]
- 高等部[WEB 3]
- 訪問教育部[WEB 3]

## 沿革
- 1976年4月1日（昭和51年）4月1日[1] - 南区七条町に名古屋市立南養護学校として開校する[2]（『総合名古屋市年表』は南区道徳通1丁目に開校とする[1]）。
- 1986年（昭和61年）2月 - 校歌制定[WEB 1]。
- 1988年9月22日（昭和63年）- 体罰事件発生。当時34歳の男は30万円の損害賠償された。
- 2006年度（平成18年）- 熱田区三本松町へ移転[WEB 1]。

- 2015年4月1日（平成27年）- 南養護学校分校が南区中割町の名古屋市立宝小学校に併設される形で設置される[2]。
- 2023年4月1日（令和5年）- 名古屋市立南特別支援学校に校名変更[WEB 4]。

## 在籍者数の変遷
『愛知県小中学校誌』（2018年）によると、在籍者数の変遷は以下の通りである。
| 1976年（昭和51年） | 64人  |  |
| 1977年（昭和52年） | 135人 |  |
| 1987年（昭和62年） | 200人 |  |
| 1997年（平成9年）  | 151人 |  |
| 2007年（平成19年） | 261人 |  |
| 2017年（平成29年） | 394人 |  |

### WEB
1. 1 2 3  “南養護学校の沿革”.   名古屋市立南特別支援学校 (2018年4月). 2025年2月21日閲覧。
2. ↑  “学校案内図”.   名古屋市立南特別支援学校. 2025年2月21日閲覧。
3. 1 2 3 4  “学級編成”.   名古屋市立南特別支援学校 (2019年5月). 2025年2月21日閲覧。
4. ↑  名古屋市総務局行政DX推進部法制課長 編『名古屋市公報』（PDF）（レポート） 第197号、名古屋市役所、2023年4月5日、71–73頁。2025年2月21日閲覧。

### 文献
1. 1 2  名古屋市会事務局 1995, p. 44.
2. 1 2 3  六三制教育七十周年記念 愛知県小中学校誌 合同記念誌編集特別委員会 2018, p. 223.